# Bernard Fox
Bernard Fox (Ffox) – burmistrz Kazimierza w 1509, 1510 i 1519 roku, wójt Kazimierza w 1501 roku, rajca kazimierski w latach 1509–1520. W 1519 roku oskarżony wraz z trzynastoma innymi przedstawicielami władz kazimierskich o osądzenie i stracenie trzech przedstawicieli szlachty, sądzony przed sądem królewskim w 1520 roku.
Odnotowany w radzie miejskiej w latach 1498–1499 i 1503–1507.